# Таскиги
Таски́ги (/tʌsˈkiːɡiː/) — город в округе Мейкон, штат Алабама, США. Площадь — 40,1 км², население (2010) — 9865 человек (в 2000 году составляло 11846 человек). Плотность населения — 245,7/км².

## История
Название города происходит от наименования располагавшегося в этих местах селения индейцев народа криков. Город основан в 1833 году, в 1881 году на местной бывшей плантации была основана нормальная школа для подготовки учителей-афроамериканцев, которая позднее была преобразована в университет Таскиги, в 1974 году занесённый в Национальный реестр исторических мест США как одно из первых педагогических учреждений для чернокожих.

## Демография
По данным переписи 2010 года, в городе проживало 9865 человек. Медианный возраст жителей — 27,7 года (в среднем по Алабаме 40,9 года). Расчётный медианный доход домохозяйства в 2009 году: $ 23216 долларов (в 2000 году составлял 18889 долларов, в среднем по Алабаме 40489 долларов). Расчётный доход на душу населения в 2009 году составил 14396 долларов. Безработные: 16,9 %.
Расовый состав (согласно переписи 2010 года): белых — 191; афроамериканцев — 9454; индейцев и коренных жителей Аляски — 8; азиатов — 50; коренных жителей Гавайских островов и других островов Тихого океана — 0; латиноамериканцев — 126 (любой расы); других — 31; относящих себя к 2 или более рас — 131.
Расчётная медианная стоимость дома или квартиры в 2009 году — 91170 долларов (в 2000 году 63200 долларов, в среднем по Алабаме 119600 долларов). Медианная арендная плата в 2009 году составила 509 долларов.